# Silnik pulsacyjny

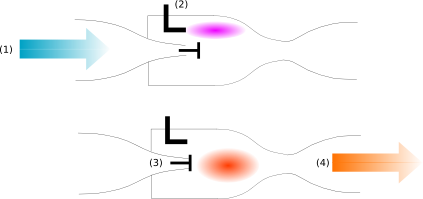
górna część rysunku:
zasysanie powietrza (1) i wstrzykiwanie paliwa (2)
dolna część rysunku:
zapłon, zamknięcie wlotu powietrza (3) i wylot spalin (4)

Silnik pulsacyjny – odmiana silników odrzutowych, niewyposażona w zespół sprężarki. Najbardziej znanym zastosowaniem tego silnika była skrzydlata bomba Fieseler Fi-103 (V-1).

## Działanie
Spalanie paliwa w silniku pulsacyjnym ma charakter powtarzalnych deflagracji. W czasie spalania porcji mieszanki paliwowo-powietrznej ciśnienie w komorze spalania dociska sprężynowe żaluzje (rodzaj zaworów), zamykając wlot powietrza. Fala ciśnienia może przemieszczać się tylko rurą wylotową. Przy odpowiednio długiej rurze po przejściu fali powstaje podciśnienie, powodujące otwarcie sprężynowych żaluzji i powodujących zasysanie przez wlot nowej porcji powietrza. Kiedy silnik się rozgrzeje, zapłon świeżych porcji mieszanki następuje samoczynnie, od rozżarzonej rury wylotowej.
Silniki pulsacyjne mają statycznie niewielki ciąg, rosnący w miarę wzrostu prędkości. Z tego względu wymagają zastosowania dla statku powietrznego dodatkowego silnika (lub wyrzutni – jak to było w przypadku V-1). Dodatkowo pulsacyjne spalanie generuje hałas i jest źródłem silnych wibracji. Jedynymi ich zaletami jest prosta konstrukcja i niewielkie wymagania materiałowe. 

### Pulse Detonation Engine (PDE).
Eksperymentalny silnik PDE jest w pewnym sensie połączeniem silnika strumieniowego i pulsacyjnego. Do działania wymaga wstępnego wywołania naddźwiękowego przepływu powietrza – we wlocie musi uformować się fala uderzeniowa. Odmiennie niż w silniku pulsacyjnym, spalanie jest cyklem eksplozji, a zapłon jest zsynchronizowany z wtryskiem paliwa. Wymuszona częstotliwość eksplozji jest znacznie wyższa niż w silniku pulsacyjnym.
Cykl pracy PDE można przedstawić w trzech etapach:
1. Wytworzenie mieszanki paliwowo-powietrznej,
2. Zapłon – fala eksplozji rozprzestrzenia się w komorze spalania,
3. Czoło fali dociera do dyszy wylotowej,
4. Za falą eksplozji w komorze spalania pozostaje obszar obniżonego ciśnienia, umożliwiający ponowne wytworzenie mieszanki paliwowo-powietrznej.

Zaletami PDE są prostota samego silnika, bardzo duży impuls właściwy i możliwość regulacji średniego ciągu silnika. Silniki PDE umożliwiają osiągnięcie prędkości do mach 12.
Sądzi się, że hipotetyczny amerykański samolot Aurora jest napędzany silnikiem PDE.